# Edosa robustella
Edosa robustella är en fjärilsart som beskrevs av Walker 1863. Edosa robustella ingår i släktet Edosa och familjen äkta malar.
Artens utbredningsområde är Sarawak. Inga underarter finns listade i Catalogue of Life.